# František Daniel
František (Frank) Daniel (* 14. April 1926 in Kolín; † 28. Februar 1996 in Palm Springs, Kalifornien) war ein tschechisch-US-amerikanischer Drehbuchautor, Filmproduzent, Filmregisseur, Dramaturg und Hochschullehrer.

## Leben
František Daniel spielte Posaune und absolvierte zunächst ein Musikstudium, bevor er sich dem Film zuwandte. Diese Entwicklung wird mitunter seinem Interesse an der Schauspielerin Soňa Schulzová zugeschrieben, die er später heiratete. Er studierte von 1946 bis 1949 Dramaturgie an der Film- und Fernsehfakultät der Akademie der Musischen Künste (FAMU) in Prag. Danach setzte er seine Studien am Gerassimow-Institut für Kinematographie in Moskau fort und schloss dort 1953 mit dem Diplom kandidáta věd o umění (Kandidat der Wissenschaften in der Kunst) ab.
Anschließend kehrte Daniel nach Prag zurück, wo er von 1953 bis 1955 als Dramaturg und später Leiter des literarisch-dramatischen Rundfunks des zu dieser Zeit neu gegründeten tschechoslowakischen Fernsehens tätig war. Zusammen mit Alfréd Radok war er an dem Drehbuch zu dem ersten tschechoslowakischen Fernsehfilm V pasti (1956) beteiligt.
Ab 1956 lehrte Daniel Film- und Fernsehdramaturgie an der FAMU, wo er 1966/1967 Prodekan und 1967/1968 Dekan war. Zu seinen Schülern gehörten Miloš Forman, Věra Chytilová und Pavel Juráček. Er veröffentlichte unter anderem zwei Handbücher über das Verfassen und Editieren von Drehbüchern. Eines davon entstand in Zusammenarbeit mit Miloš Václav Kratochvíl. Daniel war ein Vertreter des Sequenzen-Modells, welches das Aufteilen der Handlung eines Films in acht Sequenzen propagiert. Dadurch sollte die Aufmerksamkeit des Zuschauers besser gehalten werden, was er als wichtigste Aufgabe von Drehbuchautoren betrachtete.
Parallel zu seiner Lehrtätigkeit arbeitete Daniel als Script Editor und später Produzent für die staatlichen Filmstudios Barrandov. 19 seiner Drehbücher wurden verfilmt und bei zweien führte er selbst Regie. Bei seinen Regiearbeiten handelt es sich um die Filme Vater gesucht (1961) und Diese Mannsbilder (1963). Von 1955 bis 1959 leitete er als Dramaturg die Produktionsgruppe Feix–Daniel, welche zu den Filmstudios Barrandov gehörte. Sie produzierte über 40 Filme, darunter Drei Wünsche, Zde Jsou Lvi und Konec Jasnovidce, welche vom Zentralkomitee der KSČ später als zu liberal kritisiert wurden, was zur Auflösung von Feix–Daniel führte. Daniel verließ daraufhin die Barrandov-Studios und konzentrierte sich auf seine Tätigkeit an der FAMU. Er engagierte sich weiterhin bei dem – letztlich vergeblichen – Versuch, die Rolle eines Executive Producer in der Tschechoslowakei zu etablieren und war als solcher an dem Oscar-prämierten Film Das Geschäft in der Hauptstraße (1965) beteiligt.
1969, ein Jahr nach dem Einmarsch der Truppen des Warschauer Paktes, emigrierte Daniel angesichts des politischen Klimas und der ihm drohenden Kündigung in die Vereinigten Staaten. Wilson Neil Lowery von der Ford Foundation beauftragte ihn mit einer Untersuchung der Situation an US-amerikanischen Filmhochschulen. Von 1971 bis 1974 leitete Daniel als Dean das Center for Advanced Film Studies des American Film Institute in Los Angeles. Danach lehrte er am Carleton College in Northfield, Minnesota. 1978 übernahm er zusammen mit Miloš Forman die Leitung der Film Division an der University of Southern California. Ab 1981 war er zehn Jahre lang als künstlerischer Leiter an dem von Robert Redford gegründeten Sundance Institute tätig. Er arbeitete auch als Berater für die Rockefeller Foundation. 1986 wurde er Dean der School of Cinema – Television der University of Southern California (USC) in Los Angeles, wo er den Fachbereich für Drehbuchschreiben begründete. 1990 ging er in den Ruhestand, war aber weiterhin als Drehbuchautor und Professor im Graduiertenprogramm für Drehbuchautoren der USC tätig.
Zu Daniels Schülern in den USA gehörten unter anderem David Lynch, Paul Schrader, Terrence Malick, Jon Avnet, Martin Brest, Sydney Pollack, Darren Aronofsky, Paul Thomas Anderson und Todd Solondz. Er wirkte als Mentor für andere Drehbuchautoren und Regisseure, wodurch er auch jenseits seiner Credits an der Entwicklung weiterer Filme wie Toto der Held von Jaco Van Dormael beteiligt war. Als Co-Produzent von In the Wee Wee Hours..., einem Dokumentarfilm über Obdachlose in Los Angeles, war Daniel zusammen mit dem israelischen Regisseur Izak Ben-Meir bei der Oscarverleihung 1988 in der Kategorie Bester Dokumentar-Kurzfilm nominiert. Der Film entstand, während Ben-Meir an der USC School of Cinema – Television studierte.
Daniel starb 1996 im Alter von 69 Jahren an einem Herzinfarkt in seinem Zuhause in Palm Springs. Sein Grab befindet sich auf dem Forest Lawn Memorial Park in Cathedral City. Er hinterließ seine Ehefrau, zwei Söhne aus einer früheren Ehe und einen Bruder.

## Filmografie (Auswahl)
- 1948: Das Gewissen (Svedomí)
- 1950: Není stále zamraceno
- 1956: Spiel ums Leben (Hra o zivot)
- 1956: Synove hor
- 1956: V pasti
- 1957: An der Endstation (Tam na konecne)
- 1957: Der brave Soldat Schwejk (Dobrý voják Svejk)
- 1957: Der falsche Prinz (Labakan)
- 1957: Die goldene Spinne (Zlaty pavouk)
- 1957: Eine Legende über die Liebe (Legenda o lásce)
- 1957: Jurásek
- 1957: Konec jasnovidce (Kurzfilm)
- 1957: Seine Karriere (Snadný zivot)
- 1957: Spiel mit dem Teufel (Hrátky s certem)
- 1957: V pátek ráno (Kurzfilm)
- 1957: Ztracenci
- 1957: Zárijové noci
- 1958: Der Weg zu Dir (Roztrzka)
- 1958: Die Moral der Frau Dulski (Morálka paní Dulské)
- 1958: Die Wolfsfalle (Vlcí jáma)
- 1958: Drei Wünsche (Tri prání)
- 1958: Melde gehorsamst (Poslusne hlásím)
- 1958: Povoden
- 1958: Vlasta Burian (Kurzfilm)
- 1958: Zde jsou lvi
- 1959: Das häßliche Fräulein (Osklivá slecna)
- 1959: Der Haupttreffer (Hlavni vyhra)
- 1959: Dum na Orechovce
- 1959: O vecech nadprirozených
- 1959: Sterne im Mai (Mayskie zvyozdy)
- 1959: Taková láska
- 1960: Alarm im Schacht (První parta)
- 1960: Nenávist (Kurzfilm)
- 1960: Wo der Teufel nicht hinkam (Kam cert nemuze)
- 1961: Cernobílá Sylva
- 1961: Spadla s mesíce
- 1961: Vater gesucht (Hledá se táta)
- 1962: Destivý den (Kurzfilm)
- 1962: Turista (Kurzfilm)
- 1962: Vecer (Kurzfilm)
- 1963: Bitte nicht wecken! (Prosim nebudit!)
- 1963: Diese Mannsbilder (Letos v zari)
- 1964: Rebellion im Standesamt (Komedie s Klikou)
- 1965: Das Geschäft in der Hauptstraße (Obchod na korze)
- 1966: Alibi auf dem Wasser (Alibi na vode)
- 1966: Die letzte Rose des Casanova (Poslední ruze od Casanovy)
- 1966: Dva tygri
- 1968: Klec pro dva
- 1968: Streng geheime Premieren (Prísne tajné premiéry)
- 1968: Záhoranský hon (Fernsehfilm)
- 1969: Ein Star (Hvězda)
- 1970: Jungfernschaft und schwedische Gardinen (Panenství a kriminál)
- 1970: Nahota
- 1971: Svatej z Krejcárku
- 1973: Intermission
- 1987: In the Wee Wee Hours... (Kurz-Dokumentarfilm)
- 1988: Zelly and Me
- 1994: Taxandria

## Publikationen (Auswahl)
- mit Miloš Václav Kratochvíl: Cesta za filmovým dramatem. Orbis, Prag 1956, OCLC 320674834.
- Stručný přehled vývoje evropských dramatických teorií. SPN, Prag 1965, OCLC 42127406.